# Hours for Jerome
Hours for Jerome is een Amerikaanse experimentele film uit 1982 onder de regie van Nathaniel Dorsky. De film werd in 2012 opgenomen in het National Film Registry.